# Nico (2021)
Nico ist ein deutscher Spielfilm von Eline Gehring, Francy Fabritz und Sara Fazilat aus dem Jahr 2021. Das Drama stellt eine junge Deutsch-Perserin (dargestellt von Sara Fazilat) in den Mittelpunkt, die nach einem rassistisch motivierten Überfall lernt, sich selbst zu ermächtigen, und mit Kampfsport-Training beginnt.
Der Film wurde im Januar 2021 beim 42. Filmfestival Max Ophüls Preis in der Sektion Spielfilm-Wettbewerb uraufgeführt und mit dem Preis „Bester Schauspielnachwuchs“ ausgezeichnet und soll am 12. Mai 2022 über das Filmlabel Darling Berlin im Verleih UCM.ONE in die deutschen Kinos kommen.

## Handlung
Nico lebt in Berlin und geht mit Freude ihrem Beruf als Altenpflegerin nach. Ihre Klienten schätzen sie für ihre lockere und verständnisvolle Art. Den Sommer genießt sie mit ihrer besten Freundin Rosa, die wie Nico deutsch-persische Wurzeln hat und einen queeren Lebensstil pflegt. Eines Tages reißt ein rassistischer Angriff Nico aus ihrem bisher unbeschwerten Leben. Sie wird von zwei Männern und einer Frau nach dem Besuch eines Raves krankenhausreif geprügelt. Fortan plagen sie Erinnerungsfetzen an die Attacke. Sie beginnt größere Menschenmengen zu meiden und verliert die Lockerheit im Umgang mit ihren Klienten. Rosa versucht Nico wieder aufzurichten und besucht mit ihr ein Volksfest. Dort machen beide die Bekanntschaft mit der jungen Mazedonierin Ronny, die an einem Schießstand arbeitet und Nico vor dem sexuellen Übergriff ihres Chefs beschützt.
Der sie umgebenden Fremdenfeindlichkeit bewusst geworden, meldet sich Nico in einer Karate-Schule an. Mit dem Ziel, nie mehr Opfer zu sein, kümmert sich fortan der ältere Karate-Trainer Andy um sie. Er schickt sie durch eine harte Schule. Zwar kann Nico ihre Wut durch das Training kanalisieren und wird härter, doch gleichzeitig droht sie die Bindung zu sich selbst und ihrem alten Leben zu verlieren. Es kommt zum Bruch mit Rosa, während sich zu Ronny eine enge Freundschaft zu entwickeln beginnt.
Als sich Nico eines Tages daran erinnert, dass Ronny bei der Attacke anwesend war, konfrontiert sie diese mit ihrem Wissen. Unter Tränen gibt sie zu, Nico nach dem Angriff gefunden und erstversorgt zu haben. Da sie sich aber illegal in Deutschland aufhält, musste sie beim Eintreffen der Polizei fliehen. Nach dem Wiedersehen auf dem Rummel hatte Ronny versucht, Nico davon zu erzählen. Diese hatte ihr aber nie zugehört. Nico wendet sich daraufhin von Ronny ab. In der Karateschule lässt sie ihrer Aggression freien Lauf und wird von Andy des Trainings verwiesen. Dem Zusammenbruch nahe, findet sie Trost bei ihrer Klientin Brigitte. Bei Einzelunterricht im Wald gelingt es Andy schließlich Nico von ihrer Wut zu befreien. Die Freundschaft zu Rosa lebt wieder auf, während Nico feststellen muss, dass der Jahrmarkt weitergezogen ist. Als Abschiedsgeschenk hat Ronny ihr ein Kuscheltier vom Schießstand am Zaun befestigt.

## Entstehung
Nico ist der erste Langspielfilm von Eline Gehring, Francy Fabritz und Sara Fazilat und gleichzeitig der Abschlussfilm von Fazilat im Studium Produktion an der Deutschen Film- und Fernsehakademie Berlin (DFFB). Das Drehbuch schrieben die drei Kommilitoninnen gemeinsam. Bereits zuvor hatten alle drei an Projekten zusammengearbeitet. Fazilat übernahm nicht nur die Titelrolle, sondern auf ihre Initiative hin kam der Film auch zustande. Fazilat trat bei Nico auch als Filmproduzentin mit ihrer Firma Third Culture Kids in Erscheinung. Den Part des Karatetrainers Andy übernahm der Berliner Kampfsportler Andreas Marquardt. Dieser war auch beratend bei der Entwicklung der Titelfigur nach dem Angriff tätig. Fazilat trainierte in Vorbereitung auf die Dreharbeiten über ein Jahr lang Karate und absolvierte auch vier Prüfungen.
Die Dreharbeiten fanden im August 2019 in Berlin statt. Es wurde bewusst mit einem kleinen Filmteam gedreht, das von Beginn an mit „improvisatorischen Elementen“ arbeitete und dem auch offen Rassismus begegnete. Die Geschichte folgte einem detaillierten Drehbuch, wobei die Dialoge nicht ausgeschrieben, sondern improvisiert wurden. Auch die im Film auftauchenden Klienten hatten zuvor noch nie vor einer Kamera gestanden. Nicht nur das Thema, sondern auch die Improvisation habe Fabritz an dem Projekt gereizt und sie verwendete bei den Dreharbeiten absichtlich eine Handkamera.
Gehring beschrieb die Arbeit an dem Film rückblickend als „Gemeinschaftsprojekt“. Nico sei nicht nur ein „Film über Rassismus“. Thematisiert werde auch „Diversität in Bezug auf Herkunft, Körper und Sexualität“ und sei aus „Wut und Hilflosigkeit“ darüber entstanden, dass „Rassismus und Sexismus“ immer noch zum Alltag gehöre. Als Ausdruck dieser Wut seien Filmfiguren mit großen Identifikationsflächen entstanden. Absichtlich wurden genderneutrale und nichts über die Herkunft aussagende Namen für die Hauptfiguren Nico, Rosa und Ronny verwendet. Für den Abspann verwendete Gehring das antifaschistische Lied Sage Nein! (1993) von Konstantin Wecker. Durch Zufall sei es ihr wiederbegegnet, nachdem sie in der Kindheit mit Titeln des bekannten deutschen Liedermachers aufgewachsen war. Von Sage Nein fühlte sich Gehring sehr ergriffen und empfand den Text auch als aktuell.

## Rezeption
Die Uraufführung von Nico fand ab 18. Januar 2021 auf dem 42. Filmfestival Max Ophüls Preis statt. Aufgrund der COVID-19-Pandemie wurde das wichtigste Nachwuchsfilmfestival für Deutschland, Österreich und die Schweiz nicht wie üblich vor Ort in Kinos in Saarbrücken, sondern komplett als Online-Edition organisiert.
Die Saarbrücker Zeitung, die den Film vorab sehen konnte, empfahl die Produktion kurz vor Beginn des Filmfestivals Max Ophüls Preis. Nico sei „ein gut gespielter Film mit unmittelbarer, oft dokumentarischer Atmosphäre“. Aufgrund der COVID-19-Pandemie werden alle Beiträge des Festivals als Video-on-Demand angeboten. Redakteur Tobias Kessler lobte die „dokumentarisch wirkende Unmittelbarkeit“ des Films, die vor allem auf Hauptdarstellerin Sara Fazilat sowie die sehenswerten Laiendarsteller zurückzuführen sei. „Sie [Fazilat] macht mit ihrer enormen Präsenz auch ein, zwei konstruiert wirkende Drehbuch-Momente vergessen“, so Kessler.
Kathleen Hildebrand (Süddeutsche Zeitung) zählte die Titelfigur zu einer Reihe von „Underdog-Figuren“, die ihr im Festivaljahrgang 2021 begegneten. Der Film zeige Berlin „auf ganz selbstverständliche Art als vielfältige Stadt“, die „weit weg […] von Mitte und Szene“ sei.
Laut Kaspar Heinrich (Der Tagesspiegel) überzeugten im Spielfilmwettbewerb „ernste Stoffe, allen voran ‚Nico‘“. Auch er hob die Leistung von Sara Fazilat hervor, die „ihre Figur gekonnt in der Schwebe zwischen Berliner Schnoddrigkeit und Sensibilität“ halte.
Auch die Jury für den besten Schauspielnachwuchs lobte die Darstellung Fazilats. Sie überzeuge „als Nico mit jedem Atemzug, jeder Bewegung, jedem Gedanken, jeder Emotion“ und nehme das Publikum „mit auf ihren schmerzhaften Weg“, so die Begründung. „Ihr Lachen, ihre Fröhlichkeit, ihre Verwundbarkeit, ihre Wut und ihr Selbstbewusstsein überträgt Sara Fazilat mit grandioser Leichtigkeit auf den Zuschauer“.

## Auszeichnungen
Nico wurde beim First Steps (Filmpreis) 2021 mit dem NO FEAR Award ausgezeichnet.
Nico wurde beim Filmfestival Max Ophüls Preis 2021 in den Wettbewerb für den besten Spielfilm eingeladen.
Hauptdarstellerin Sara Fazilat wurde dort in der Kategorie „Bester Schauspielnachwuchs“ ausgezeichnet. Ein Jahr später erhielt sie eine Nominierung für den Deutschen Filmpreis als beste Hauptdarstellerin sowie den Bayerischen Filmpreis als beste Nachwuchsdarstellerin.